# Ceyzériat
Ne doit pas être confondu avec Ceyzérieu.
Ceyzériat est une commune française, située dans le département de l'Ain en région Auvergne-Rhône-Alpes.
Ses habitants sont les Ceyzériacois et les Ceyzériacoises ou les Ceyzériolans et les Ceyzériolanes. Le canton, qui fait partie de l'arrondissement de Bourg-en-Bresse, comporte 22 communes.

## Géographie

### Situation

#### Localisation
À 8 km à l'est de Bourg-en-Bresse, Ceyzériat se situe sur les premiers contreforts du Revermont (constituant le rebord occidental du Jura).
La rivière la Vallière prend sa source dans la commune avant de se jeter dans la Reyssouze.

### Climat
Pour des articles plus généraux, voir Climat d'Auvergne-Rhône-Alpes et Climat de l'Ain.
En 2010, le climat de la commune est de type climat des marges montargnardes, selon une étude du CNRS s'appuyant sur une série de données couvrant la période 1971-2000. En 2020, Météo-France publie une typologie des climats de la France métropolitaine dans laquelle la commune est dans une zone de transition entre le climat semi-continental et le climat de montagne et est dans la région climatique Bourgogne, vallée de la Saône, caractérisée par un bon ensoleillement (1 900 h/an), un été chaud (18,5 °C), un air sec au printemps et en été et des vents faibles.
Pour la période 1971-2000, la température annuelle moyenne est de 11 °C, avec une amplitude thermique annuelle de 17,7 °C. Le cumul annuel moyen de précipitations est de 1 330 mm, avec 10,6 jours de précipitations en janvier et 8 jours en juillet. Pour la période 1991-2020, la température moyenne annuelle observée sur la station météorologique installée sur la commune est de 11,7 °C et le cumul annuel moyen de précipitations est de 1 032,6 mm,. Pour l'avenir, les paramètres climatiques de la commune estimés pour 2050 selon différents scénarios d'émission de gaz à effet de serre sont consultables sur un site dédié publié par Météo-France en novembre 2022.
| Mois                                  | jan.           | fév.          | mars           | avril         | mai             | juin          | jui.          | août           | sep.            | oct.            | nov.             | déc.           | année      |
| ------------------------------------- | -------------- | ------------- | -------------- | ------------- | --------------- | ------------- | ------------- | -------------- | --------------- | --------------- | ---------------- | -------------- | ---------- |
| Température minimale moyenne (°C)     | 0,1            | 0,2           | 2,3            | 5,4           | 9,3             | 12,7          | 14,2          | 13,9           | 10,6            | 8,2             | 3,6              | 0,9            | 6,8        |
| Température moyenne (°C)              | 3,1            | 4,1           | 7,6            | 11,2          | 15,1            | 18,7          | 20,4          | 20,1           | 16,2            | 12,6            | 7                | 3,8            | 11,7       |
| Température maximale moyenne (°C)     | 6,1            | 8,1           | 12,9           | 16,9          | 20,8            | 24,7          | 26,6          | 26,4           | 21,9            | 17              | 10,5             | 6,7            | 16,5       |
| Record de froid (°C) date du record   | −15,3 13.01.03 | −17 06.02.12  | −13,2 01.03.05 | −5,5 08.04.21 | −1,3 15.05.1995 | 2,1 04.06.01  | 5,3 17.07.00  | 3,3 30.08.1998 | −0,7 30.09.1995 | −7,1 31.10.1997 | −11,4 23.11.1998 | −17,6 20.12.09 | −17,6 2009 |
| Record de chaleur (°C) date du record | 18,4 10.01.15  | 20,5 24.02.21 | 25,4 31.03.21  | 28,4 30.04.05 | 32,9 24.05.09   | 36,7 22.06.03 | 38,5 31.07.20 | 39,7 24.08.23  | 34,1 10.09.23   | 28,7 09.10.23   | 22,5 08.11.15    | 17,4 08.12.10  | 39,7 2023  |
| Précipitations (mm)                   | 81,1           | 69,1          | 74,5           | 85,8          | 101,3           | 75,5          | 80,9          | 86,5           | 79,5            | 103,9           | 108              | 86,5           | 1 032,6    |

### Voies de communication et transports
Ceyzériat est traversé par 4 routes départementales (RD 979, RD 52, RD 52A, RD 52G)
L'autoroute des Titans (l'A 40) passe sur la commune
Voie ferrée 
La commune est traversée par la ligne de chemin de fer dite du Haut-Bugey, reliant Bourg-en-Bresse à Bellegarde-sur-Valserine. Après des travaux complets de restructuration, la ligne a été rouverte le 12 décembre 2010. Depuis lors, les TGV Paris - Genève traversent la gare et certains TER Bourg-en-Bresse - Oyonnax y marquent l'arrêt.

## Urbanisme

### Typologie
Au 1er janvier 2024, Ceyzériat est catégorisée bourg rural, selon la nouvelle grille communale de densité à 7 niveaux définie par l'Insee en 2022.
Elle appartient à l'unité urbaine de Ceyzériat, une agglomération intra-départementale dont elle est ville-centre,. Par ailleurs la commune fait partie de l'aire d'attraction de Bourg-en-Bresse, dont elle est une commune de la couronne,. Cette aire, qui regroupe 80 communes, est catégorisée dans les aires de 50 000 à moins de 200 000 habitants,.

### Occupation des sols
L'occupation des sols de la commune, telle qu'elle ressort de la base de données européenne d’occupation biophysique des sols Corine Land Cover (CLC), est marquée par l'importance des territoires agricoles (35,5 % en 2018), en diminution par rapport à 1990 (41,1 %). La répartition détaillée en 2018 est la suivante : 
forêts (33,7 %), prairies (29,6 %), zones urbanisées (25,5 %), zones agricoles hétérogènes (5,8 %), zones industrielles ou commerciales et réseaux de communication (5,3 %).
L'évolution de l’occupation des sols de la commune et de ses infrastructures peut être observée sur les différentes représentations cartographiques du territoire : la carte de Cassini (XVIIIe siècle), la carte d'état-major (1820-1866) et les cartes ou photos aériennes de l'IGN pour la période actuelle (1950 à aujourd'hui).

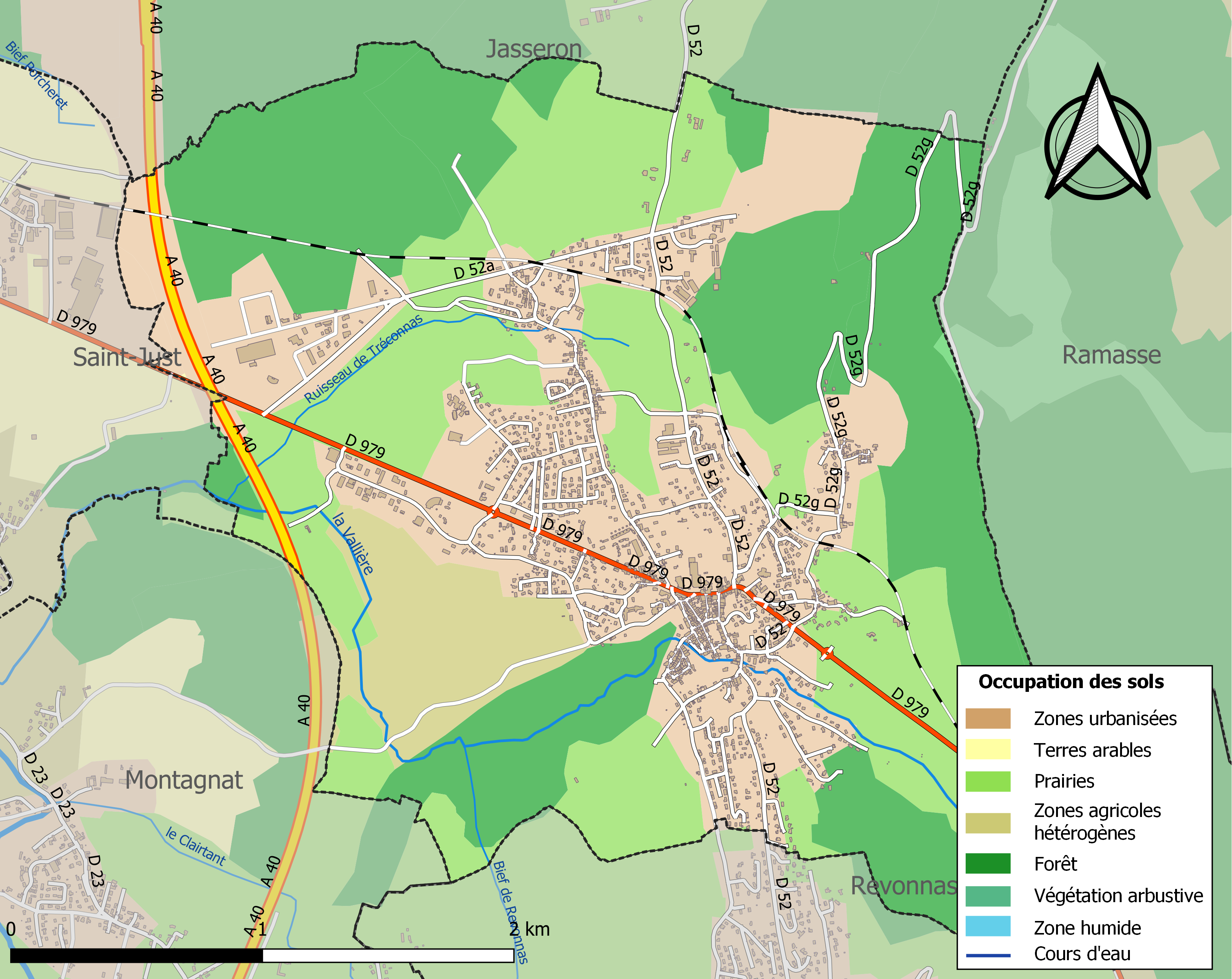
Carte des infrastructures et de l'occupation des sols de la commune en 2018 (CLC).

## Toponymie
Le nom de la localité est attesté sous les formes Saisiriac en 1084 ou Sasiriacum, Saysiriacus en 1319 , Saysiriac en 1325, Saisiriac en 1341, Sayseria en 1544, Saisiriaz en 1564, Seiseria en 1670, Cezeriat en 1734. Il faudra attendre l'an XIII pour voir émerger le nom actuel de Ceyzériat.
Julien Manissier explique que le nom original de Sasiriacum proviendrait du nom de la famille possédant le domaine sur lequel s'étend l'actuelle ville de Ceyzériat, la famille Saisirius, auquel aurait été adjoint le suffixe acum, signifiant pays.
La paroisse est connue sous le vocable de saint Laurent.

## Histoire

### Paléolithique et néolithique (-120 000 à -2 500 ans)
La présence humaine sur le site de l'actuel Ceyzériat remonte à environ 120 000 ans avant notre ère. En effet, ont été retrouvés sur le territoire de la commune, plus particulièrement à Cuiron et vers Mont-Jully, des outils en silex taillés tels que des pointes de flèches ou de lances. Les fouilles archéologiques ont également permis de dresser un portait de la faune d'alors. Ont ainsi été retrouvés des ossements de mammouths, d'éléphants ou bien encore de léopards. Pour la période du Néolithique, il est attesté que des groupements humains se sont établis sur le territoire de l'actuelle Ceyzériat, avec notamment la découverte de hachettes en pierres polies.

### Antiquité
Le territoire de la commune, comme le reste du Revermont fut habitée par les Ligures puis par les Celtes, notamment les tribus Séquanes. L'enceinte de Cuiron est un vestige archéologique datant de cette période. En effet, bien qu'il y ai eu des controverses quant à l'origine de camp, certains l'attribuant à Jules César, il y a un consensus pour faire remonter cette structure aux tribus celtiques. Pour certains cette structure servait de lieu de réunion pour les druides tandis que d'autres auteurs considèrent que le camp servait de refuges aux populations environnantes. L'absence de vestiges archéologiques datant de cette période au sein de l'enceinte et le fait que l'ensemble des routes de la région y conduise laisse penser que la deuxième hypothèse est la plus plausible. C'est à cette période également que furent établis les domaines, qui est un mode de répartition du territoire entre les différentes familles.
Le premier village établi sur le site de la commune le fut au lieu dit du Mont Joly, aujourd'hui quartier de Ceyzériat. Cette construction date d'environ 1 000 avant notre ère. Pour autant il n'existe aucune certitude quant à l'existence d'un Ceyzeriat gallo-romain, la première mention du nom Ceyzeriat remonte à 1084, le village était alors appelé Saisiriacum ou Saisiriac de Revermont.

### Moyen-âge
Le premier village à l'emplacement de l'actuelle Ceyzériat fut bâti par la maison de Coligny,régnant alors sur les terres. La construction de ce village, alors appelée Saisiriac de Revermont vise à répondre à la surpopulation des bourgs environnants. La famille Coligny dote ce nouveau village d'un château fort et de murs d'enceintes. Ils assurent également un approvisionnement en eau potable par le biais d'une source.
L'abbé d’Ambronay jouit du droit de présentation à la cure jusqu'en 1516, que ce droit fut cédé au chapitre de Pont-de-Vaux. On ne connais pas de mention de Ceyzériat avant l'an 1084 on elle est mentionnée sous le nom de « Saisiriac du Mont », dans un document qui délimitait la dîmerie de Brou.
Au XIIe siècle, Ceyzériat, qui s'était constitué au pied du château fort, était possédé par les sires de Coligny, qui le firent ceindre de murailles défendues par des tours et dominées par un château fort (château de Ceyzériat) de petites dimensions érigé par Manassès IV, sire de Coligny, et son épouse Adélaïde, à l'emplacement du centre-ville actuel. En 1304, Ceyzériat devient savoyard et le restera jusqu'en 1536, date de la première conquête française par les troupes de François Ier. Étienne de Coligny le vendit, en 1307, à Amédée V, comte de Savoie, lequel accorda, le 11 mai 1319, des immunités aux habitants, immunités que le comte Édouard transforma en de véritables franchises et libertés, par actes des 17 décembre 1328, 15 février et 4 juin 1329.
Le comte Vert autorisa, le 3 mai 1370, l'extension de la ville en dehors de l'ancienne enceinte et appela de nouveaux habitants par de nouveaux privilèges, qui furent confirmés par ses successeurs en 1393, 1396, 1453 et 1499. Ceyzériat resta uni au domaine de la maison de Savoie jusqu'au duc Emmanuel-Philibert, qui le donna à l’ordre des Saints-Maurice-et-Lazare. Charles-Emmanuel, son fils, le retira en 1580, par voie d'échange, et le vendit, le 29 juin 1586, à Joachim de Rye, qui le fit annexer à son marquisat de Treffort, dont il a toujours dépendu depuis.
Les religieux d’Ambronay y possédaient un prieuré (prieuré de Ceyzériat) dont le fondateur est inconnu. Un Guy en était prieur en 1115. Ce prieuré fut uni à la manse abbatiale d’Ambronay, le 3 octobre 1318.
Une chapelle, sous le vocable de saint Antoine de Padoue, fut fondée dans l'église de Ceyzériat, par Jacques Pugeat. Catherine Pugeat en augmenta la dotation, en 1554, et en réserva le patronage à sa famille. Le desservant de la paroisse percevait le tiers des dîmes du blé et du vin, le revenu d'un pré de deux charretées de foin et le produit de douze ouvrées de vigne, le tout à la charge de servir annuellement au chapitre de Pont-de-Vaux (église Notre-Dame de l'Assomption) une rente de 120 livres. En 1559, les traités du Cateau-Cambrésis rendent le Revermont à la Savoie. Ceyzériat est définitivement rattachée au royaume de France par le traité de Lyon de 1601 sous le roi Henri IV.
Hippolyte Paul Jayr, ministre à deux reprises sous la monarchie de Juillet, a été maire de la commune à la fin du XIXe siècle.

## Politique et administration

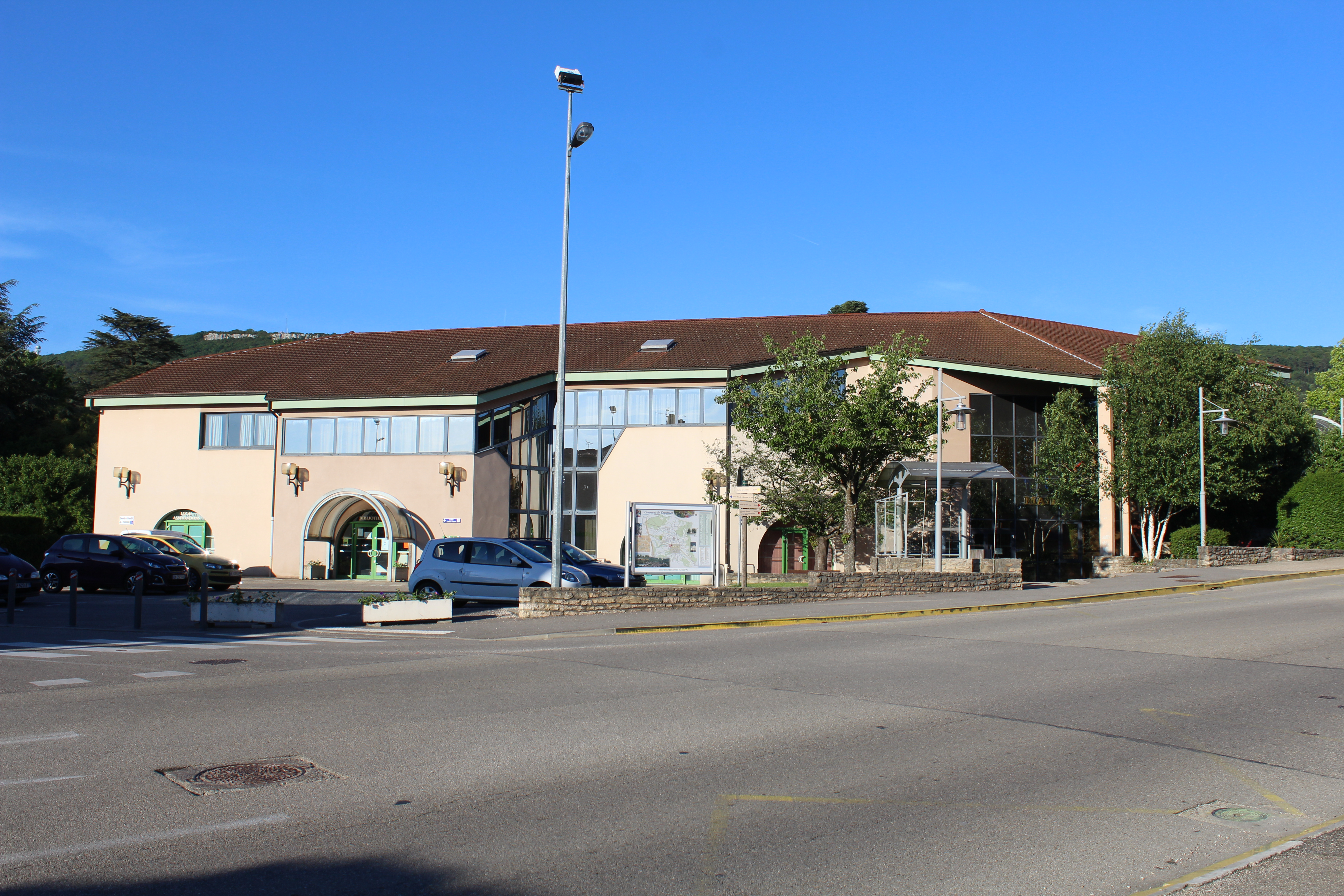
Mairie actuelle.

### Administration municipale
Voici ci-dessous le partage des sièges au sein du Conseil municipal de la commune :

### Liste des maires
Liste de l'ensemble des maires qui se sont succédé à la mairie de la commune :
| Période                                  | Période   | Identité          | Étiquette | Qualité                                                                  |
| ---------------------------------------- | --------- | ----------------- | --------- | ------------------------------------------------------------------------ |
| 1945                                     | 1976      | Émile Bouvard     | Rad.      | Conseiller général du canton de Ceyzériat                                |
| mars 1977                                | mars 1983 | Albert Métras     | DVD       |                                                                          |
| mars 1983                                | juin 1995 | Camille Cornier   |           |                                                                          |
| juin 1995                                | mars 2001 | Jacques Michon    |           |                                                                          |
| mars 2001                                | En cours  | Jean-Yves Flochon | UMP-LR    | Conseiller départemental, Président de l'Union départementale des maires |
| Les données manquantes sont à compléter. |           |                   |           |                                                                          |

## Population et société

### Démographie
L'évolution du nombre d'habitants est connue à travers les recensements de la population effectués dans la commune depuis 1793. Pour les communes de moins de 10 000 habitants, une enquête de recensement portant sur toute la population est réalisée tous les cinq ans, les populations de référence des années intermédiaires étant quant à elles estimées par interpolation ou extrapolation. Pour la commune, le premier recensement exhaustif entrant dans le cadre du nouveau dispositif a été réalisé en 2008.
En 2022, la commune comptait 3 306 habitants, en évolution de +5,35 % par rapport à 2016 (Ain : +5,15 %, France hors Mayotte : +2,11 %).
| 1793  | 1800  | 1806  | 1821  | 1831  | 1836  | 1841 | 1846  | 1851  |
| ----- | ----- | ----- | ----- | ----- | ----- | ---- | ----- | ----- |
| 1 039 | 1 106 | 1 012 | 1 001 | 1 041 | 1 018 | 981  | 1 017 | 1 046 |

| 1856 | 1861 | 1866  | 1872  | 1876  | 1881  | 1886 | 1891 | 1896 |
| ---- | ---- | ----- | ----- | ----- | ----- | ---- | ---- | ---- |
| 980  | 987  | 1 051 | 1 058 | 1 069 | 1 029 | 984  | 966  | 979  |

| 1901 | 1906 | 1911 | 1921 | 1926 | 1931 | 1936 | 1946 | 1954  |
| ---- | ---- | ---- | ---- | ---- | ---- | ---- | ---- | ----- |
| 939  | 950  | 918  | 773  | 828  | 861  | 809  | 857  | 1 037 |

| 1962  | 1968  | 1975  | 1982  | 1990  | 1999  | 2006  | 2008  | 2013  |
| ----- | ----- | ----- | ----- | ----- | ----- | ----- | ----- | ----- |
| 1 219 | 1 503 | 1 761 | 1 956 | 2 058 | 2 390 | 2 569 | 2 620 | 3 039 |

| 2018  | 2022  | - | - | - | - | - | - | - |
| ----- | ----- | - | - | - | - | - | - | - |
| 3 177 | 3 306 | - | - | - | - | - | - | - |

### Enseignement
Il y a une école maternelle, une école primaire et un collège (collège Lucie-Aubrac) . Ainsi qu'une crèche.

### Manifestations culturelles et festivités
- Ceyzériat reçoit tous les 12 ans le Festival de musique Bresse Revermont
- Fête de la Grand'Margot : Marguerite, servante d'auberge chez son père Claude Darme, née en 1823, elle personnifie la "Revole des vendanges", qui attire depuis foule nombreuse qui vient déguster le vin nouveau, le 2eme week-end d'octobre. Chaque année une reine des vendanges est élue et est intronisés une dizaine de chevaliers.
- En 2011, sous la responsabilité de son conseiller municipal Marc Perrot, Ceyzeriat se voit remettre le label Ville Internet.
- En 2014, le village reçoit le printemps des vins du Bugey, salon des vins pour la promotion du vin du Bugey (AOC)

### Sports
- le club de football, le FC de La Vallière.
- le club de basket ball, le CSC Basket.
- le Badminton Club Bourg Ceyzériat est le club de badminton.
- le club de boule (Lyonnaise)
- le Cheval Bugey est le centre équestre de Ceyzeriat.
- Ceyzériat Volley est le club de volley loisir du village.
- Ceyzériat Revermont VTT est le club de VTT loisir du village. http://crvtt-ceyzeriat01vtt.wifeo.com/

#### Tour de France
- Ceyzériat est traversé par le Tour de France 2023 lors de la 18e étape (Moutier - Bourg-en-Bresse)
- Ceyzériat est traversé par le Tour de France 2016 lors de la 15e étape (Bourg-en-Bresse - Culoz).
- Ceyzériat est traversé par le Tour de France 2007 lors de la 18e étape (Morzine - Macon)
- Ceyzériat est traversé par le Tour de France 2002 lors de la 18e étape (Cluses - Bourg-en-Bresse )
- Ceyzériat est traversé par le Tour de France 1991 lors de la 20e étape (Aix-les-Bains - Mâcon)

### Tour de l'Ain
- Ceyzériat est ville d'arrivée du tour de l'Ain 2020 lors de la 1e étape du Tour de l'Ain 2020 (Montreal la Cluses - Ceyzériat ) (139,5 km)

Ceyzériat est ville d'arrivée du tour de l'Ain 2003 lors de la 2e étape du Tour de l'Ain 2020 (Bourg en Bresse - Ceyzériat ) (169 km)

### Médias
En haut du Mont July se trouvent 3 pylônes d'émission :
- Le premier est une tour hertzienne appartenant à TDF et haute de 40 mètres bien visible depuis Ceyzériat ainsi que des hauteurs de Bourg-en-Bresse[26]. Elle possède 2 émetteurs FM d'1 kW de puissance pour Radio Espérance (87,6 MHz) et Fun Radio (104,4 MHz), des relais de téléphonie mobile pour Free, Bouygues Telecom et SFR, des relais de communication privée pour EDF (COM TER) et des ondes WiMAX avec IFW.

Jusqu'au 14 juin 2011, la tour du Mont July émettait France 5 / Arte et M6 en analogique pour Bourg-en-Bresse et ses alentours avec une puissance PAR de 300 W. Ces émetteurs ont été mis en place pour que les antennes burgiennes tournées vers l'est (émetteur du mont Rond) puissent recevoir ces 2 chaînes ;
- Un pylône autostable d'Orange diffusant des ondes 2G, 3G et FH. Il mesure 20 mètres de haut ;
- Un pylône autostable de Towercast diffusant NRJ sur 102,8 MHz avec le décrochage burgien, Nostalgie sur 93,1 MHz avec le décrochage mâconnais et Virgin Radio sur 96,3 MHz en passif (programme national). Les 3 émetteurs FM ont une puissance d'1 kW et le pylône est haut de 44 mètres.

Du côté des Roches de Cuiron, à proximité du site d'escalade, se trouvent 2 pylônes pour 2 radios FM locales :
- Un pylône haut de 11 mètres émet Radio B (ex-Tropiques FM) sur 90,0 MHz avec une puissance de 1 kW ;
- Un autre pylône de 11 mètres de haut émet RCF Pays de l'Ain sur 93,9 MHz avec une puissance de 1 kW.

## Économie
Petits commerces de proximité, zones d'activités, centre équestre, biscuiterie.
Ce village était anciennement viticole. L'exploitation de la vigne s'est arrêtée entre les deux guerres. Toutefois il reste de nos jours quelques arpents de vigne.

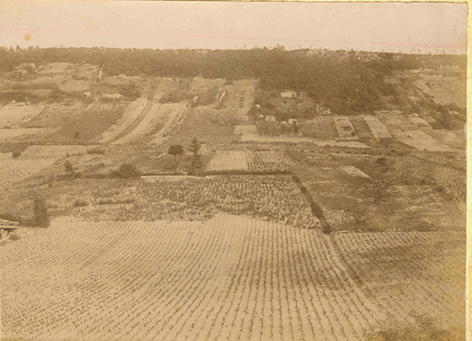
Photographie de Mont July, les coteaux du Revermont en 1896.

### Entreprises de la commune
Plusieurs entreprises sont sur la commune comme des paysagistes,des garages, des entreprises d'électroménager, des artisans du bâtiment (électriciens, maçonnerie, plombiers,...), une menuiserie, entreprise de travaux publics, des entreprises de nettoyage, ....

### Commerce
Le village possède de nombreux commerces.
- 2 boulangerie
- 1 salon de thé
- 2 coiffeurs + 1 coiffeur à domicile
- 1 esthéticienne
- 5 restaurants
- 2 agences immobilières
- 1 magasin de producteurs locaux
- 1 petite surface
- 1 cave
- 1 boucherie
- 1 pâtisserie
- 1 bar-café
- 1 fleuriste
- 1 opticien
- 1 tabac-presse
- 1 auto-école

## Culture locale et patrimoine

### Lieux et monuments

#### Monuments
- La passerelle des vendangeurs
- Château des Soudanières.
- Fontaine des cygnes.

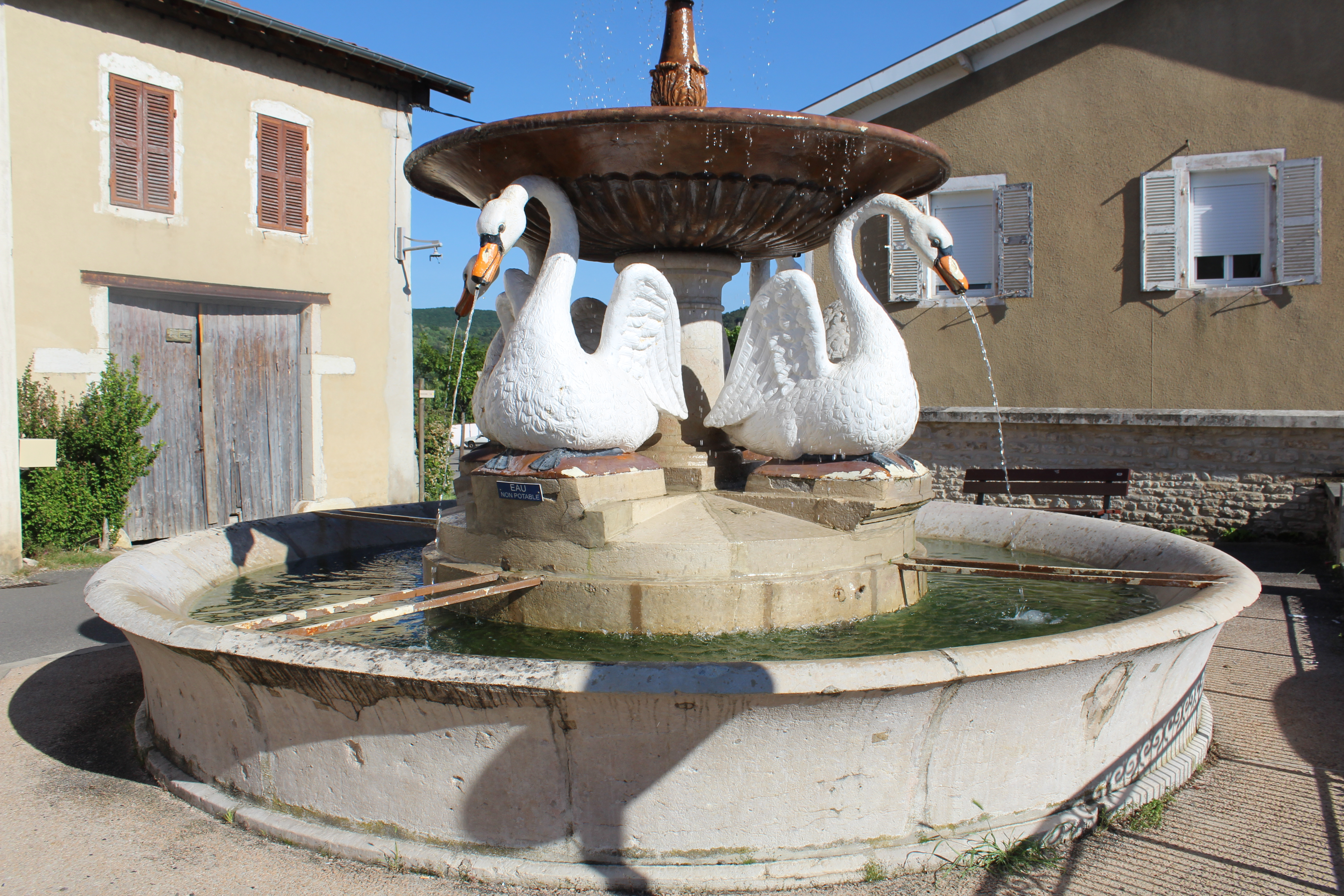
Fontaine des cygnes.

- Panorama depuis les Roches de Cuiron.
- Fontaines et puits dans le village
- La cave des chartreux
- La "pierre des morts"
- L'hôtel de ville-école

#### Monuments religieux

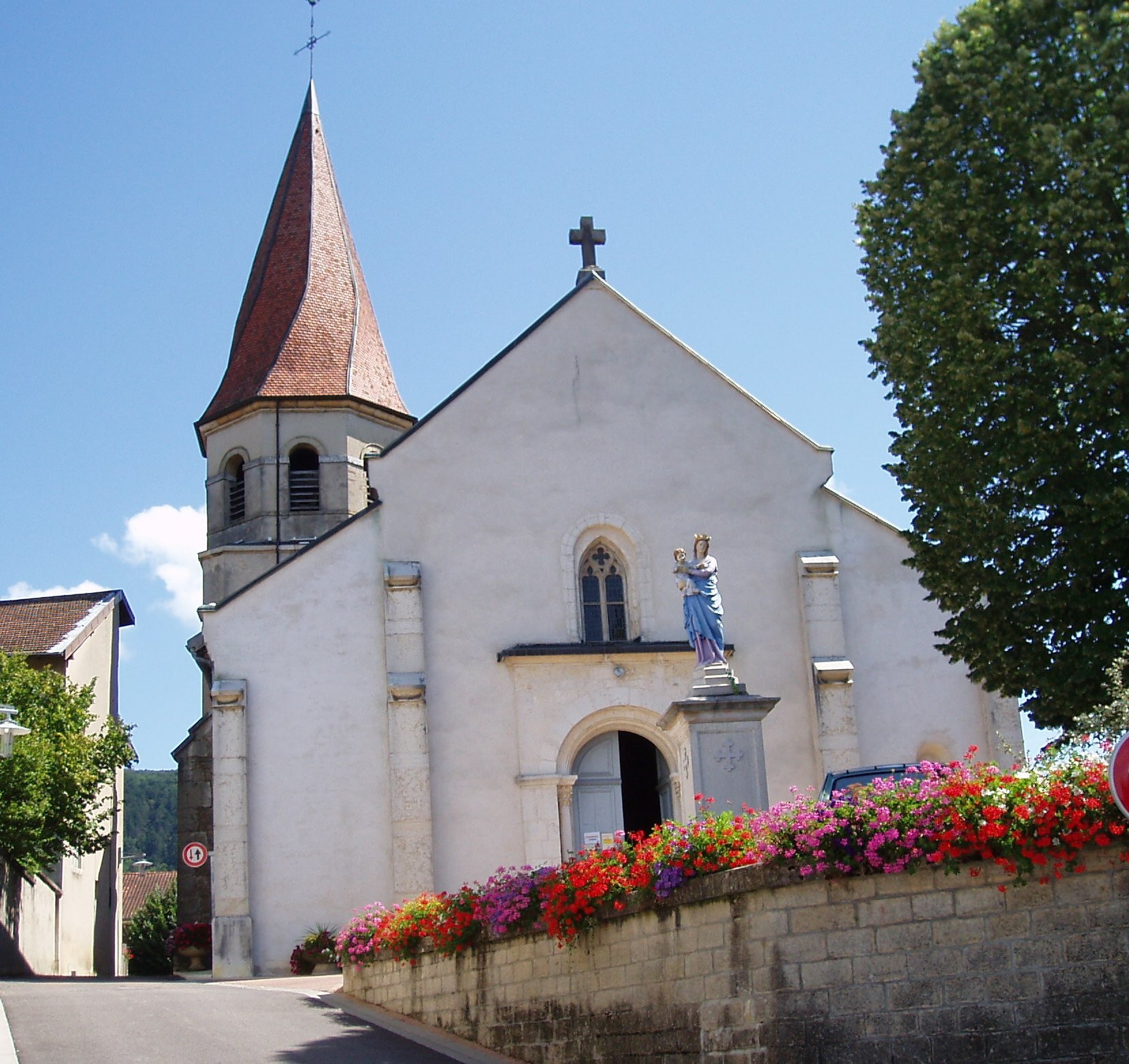
L'église Saint-Laurent et son clocher tors.

- L'église Saint-Laurent dont la construction débuta en 1417 possède quatre vitraux du XVe siècle. Son clocher dont la flèche octogonale et couverte de tuiles est tordue, date du XIXe siècle, on appelle ce type de clocher, un clocher tors. Il a été construit volontairement tors par un compagnon charpentier, la charpente a été renforcée ultérieurement par des pièces de bois (une par face) afin d'empêcher une accentuation de la torsion. Seul le premier tiers est tordu, comme à l'église d'Attignat, qui date de la même époque.

### Patrimoine naturel
- Le vallon des faulx avec :
  - La grotte des "compagnons de Jéhu"
  - La "cascade de la Valière"
- La foret de Tréconnas
- La rivière de la Valière

### Espaces verts et fleurissement
En 2014, la commune obtient le niveau « une fleur » au concours des villes et villages fleuris.

### Gastronomie
Ceyzériat a une biscuiterie qui fabrique plusieurs biscuits pour différentes marques connues.

### Personnalités liées à la commune

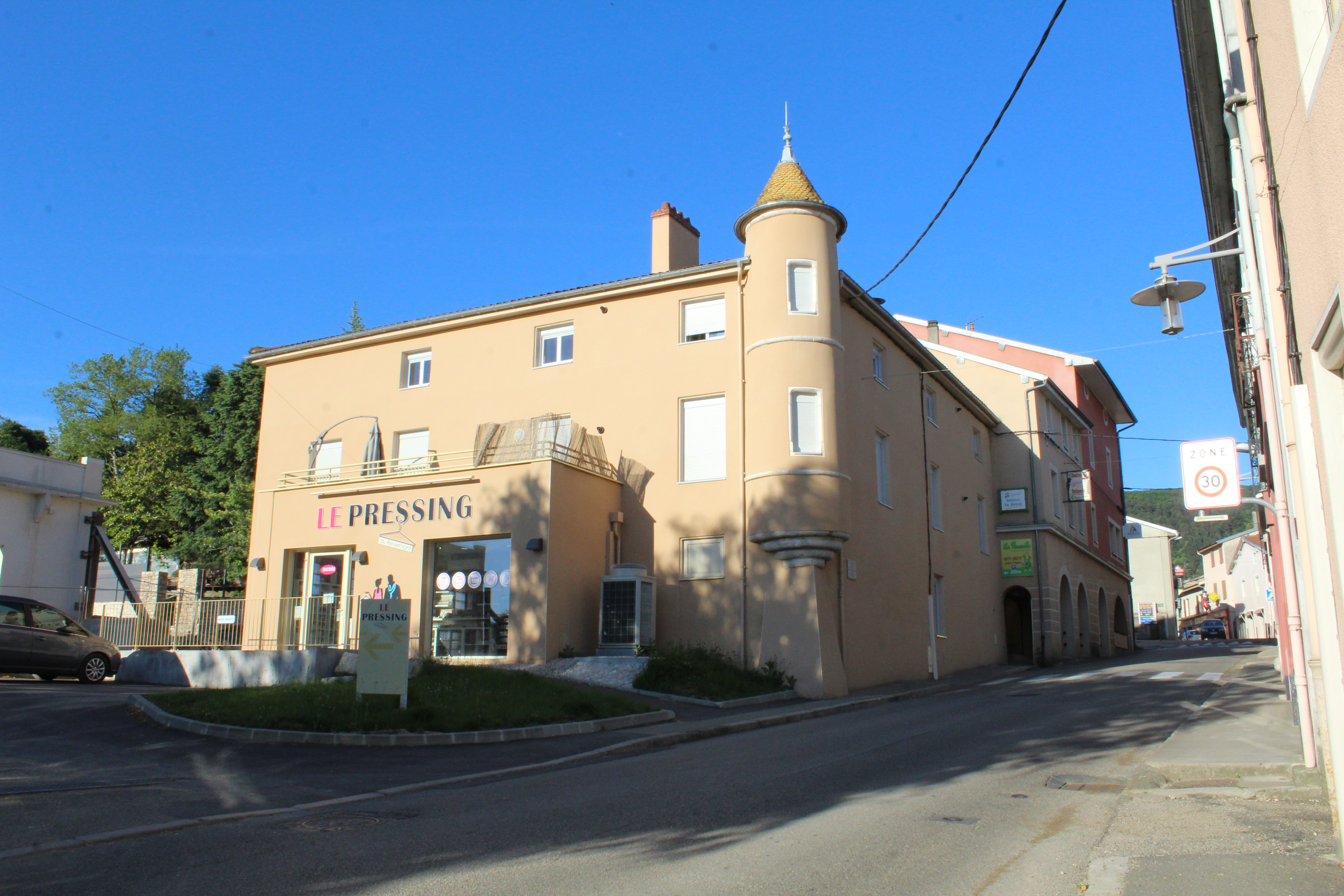
Maison où ont vécu Guichenon et Lalande.

- Joseph Jérôme Lefrançois de Lalande (1732-1807), astronome qui possédait à Ceyzériat la fameuse maison à tourelle.
- Claude François Xavier Gastel (1772[32]-1859[33]), professeur de dessin au lycée de Bourg-en-Bresse puis dessinateur au cabinet topographique de l'Empereur (1802) et au ministère de la Guerre (1827). Il participe à la réalisation de la carte de l'Égypte plus tard intégrée à la publication de la monumentale Description de l'Égypte. Il réunit deux maisons de village en une importante propriété qu'il aménage dans le style Empire. En 1828, il est arrêté et emprisonné dans une affaire de fabrication de fausse monnaie[34]. En 1840, la propriété de Gastel prend le nom de Clos de MontJuly.
- Émile Bravet, né à Ceyzériat en 1873, parlementaire sous la Troisième République.
- Antoine Léchères, né à Macon en 1860, saint-cyrien, participe à la conquête de l'Indochine en 1885, au corps expéditionnaire de Madagascar en 1895 et meurt à la tête de son régiment à Douaumont devant Verdun en 1916. Grand-Croix de la légion d'Honneur. Une rue porte son nom, il résidait au Clos de MontJuly.
- Maurice Pézard (1876-1923), né à Reims d'un père capitaine. Homme de lettres, reporter et grand archéologue. Diplômé du Louvre, philologue classique, il lit l'hébreu, le phénicien, l'assyrien. Il accompagne la Délégation scientifique en Perse. De 1909 à 1911 fouille à Suse. Il revient au Louvre et participe à l'identification des collections archéologiques. Il s'intéressera ensuite au Moyen Âge et publiera un ouvrage magistral : La Céramique archaïque de l'Islam et ses origines. Il meurt dans sa maison de MontJuly
- Armand Pinsard, aviateur, as français de la Première Guerre mondiale avec 27 victoires confirmées, né à Nercillac en Charente le 29 mai 1887, décédé à Ceyzériat le 10 mai 1953.
- Henri Fenet (1919 - 2002), combattant de la Milice française puis de la Waffen-SS est né à Ceyzériat. À la libération, il est condamné à vingt ans de travaux forcés.
- Samuel Guichenon (1607 - 1664) Seigneur de Paynnessuyt près de Bourg, historiographe de France, Bresse, Bugey, Savoie et Dombes. Il est fait chevalier du Saint-Empire, comte palatin. Il est avocat et historien.

### Héraldique
| Blason de Ceyzériat | Blason  | Divisé en chevron, sur lequel broche un chevron d ’argent chargé d'une croisette de saint Lazare de sinople pommetée de huit pièces d'or et surchargée d'une croisette tréflée d'argent; au 1 parti : au 1a de gueules à l ’aigle d'argent membrée, becquée et couronnée d'azur, armée et lampassée d'or, au 1b d ’azur à l ’aigle d ’or; au 2 parti d ’azur et de gueules sur lequel broche une grappe de raisin partie d'or et d'argent. |
| Blason de Ceyzériat | Détails | Adopté le 9 octobre 1987. |